# Miltogramma africana
Miltogramma africana är en tvåvingeart som beskrevs av Yu. G. Verves 1979. Miltogramma africana ingår i släktet Miltogramma och familjen köttflugor.
Artens utbredningsområde är Egypten. Inga underarter finns listade i Catalogue of Life.